# ماريا إليزابيث النمساوية (1743–1808)
أرشيدوقة ماريا إليزابيث من النمسا (بالإنجليزية: Archduchess Maria Elisabeth of Austria)‏ (و. 1743 – 1808 م) هي راهبة، ولدت في فيينا، توفيت في لينتس، عن عمر يناهز 65 عاماً.

## مناصب
تولت منصب Abbess ‏.